# Procainamide
La  procainamide  è un farmaco di indicazione specifica contro le anomalie del ritmo cardiaco (aritmie), rientra nella classe IA della classificazione di Vaughan Williams. La sua azione si svolge tramite blocco dei canali del sodio voltaggio dipendente che si trovano nello stato attivo e/o refrattario della cellula cardiaca. Inizialmente lo sviluppo della procainamide fu stimolato dall'osservazione di un anestetico, la procaina (l'estere bioisostero della procainamide) che somministrato per via endovenosa provocava effetti antiaritmici significativi anche se di breve durata. L'uso della procaina era limitato a causa: degli effetti tossici a livello del sistema nervoso centrale, della breve durata d'azione dovuta alla sua inibizione enzimatica attraverso l'idrolisi chimica o da esterasi plasmatiche e della sua inattività per via orale. Con la sostituzione isostera del gruppo estereo con quello ammidico è stata biosintetizzata la Procainamide che risulta più resistente all'idrolisi sia chimica che enzimatica.

## Proprietà farmacodinamiche
La procainamide è un agente antiaritmico, agisce bloccando i canali del sodio che si trovano nello stato attivo provocando una moderata diminuzione della pendenza della fase 0 del potenziale d'azione. Essa riduce la velocità di depolarizzazione a livello delle fibre del Purkinje e rallenta la velocità del potenziale d'azione cardiaco. La procainamide prolunga il periodo refrattario del muscolo cardiaco ed esercita un effetto inotropo negativo sulle cellule muscolari cardiache. In particolare, questo farmaco rallenta la conduzione a livello del fascio di His (fascio atrioventricolare) e sopprime l'automatismo del sistema costituito dalle fibre del Purkinje e dal fascio atrioventricolare, diminuendo la forza di contrazione del miocita.
La procainamide ha azione simile alla chinidina, entrambe possiedono un'attività anticolinergica che può modificare il loro effetto terapeutico. Riassumendo la procainamide deprime l'eccitabilità del muscolo cardiaco alla stimolazione elettrica e rallenta la conduzione nell'atrio, nel fascio di His e nel ventricolo.
L'attività ganglioplegica che la procainamide possiede riduce le resistenze vascolari periferiche e può provocare ipotensione. Generalmente si osserva ipotensione solo durante  infusione eccessivamente rapida di procainamide o in presenza di preesistenti serie di disfunzioni del ventricolo sinistro.

## Proprietà farmacocinetiche

### Assorbimento
In seguito a somministrazione per via endovenosa la quantità di procainamide presente a livello ematico corrisponderà alla dose introdotta. Nel caso in cui sia preferita la somministrazione per via orale, l’effettiva concentrazione di farmaco che raggiungerà il circolo sanguigno sarà
quantitativamente inferiore a causa di una possibile eliminazione pre-sistemica a livello epatico e/o gastrointestinale.

### Distribuzione
La procainamide si distribuisce ampiamente a livello di tessuti con un volume di distribuzione compreso tra 1,48 – 4,30 L/Kg di massa corporea.
Possiede la capacità di superare la barriera placentare con possibili effetti teratogeni sul feto oppure può riversarsi nel latte materno sfavorendo il nutrimento naturale del neonato durante i primi mesi di vita.
Risulta, invece, poco legato alle proteine plasmatiche, in percentuale non superiore al 20%. Questo può determinare un accumulo di farmaco 
a livello di organi e tessuti dell’organismo causando tossicità.

### Metabolismo
Con l’assunzione per via orale, e non parenterale,  il 50% della Procainamide subisce eliminazione pre-sistemica a livello epatico subendo prevalentemente reazioni di acetilazione, i cui metaboliti mantengono ugualmente attività anti-aritmica.
È importante, quindi, valutare eventuali tossicità durante il trattamento.
Il principale metabolita è noto come N-acetilprocainamide, ma sono generati anche metaboliti minori e/o privi di attività clinica.
La velocità di acetilazione della procainamide è un parametro genetico per cui ciascuna persona risponderà in modo variabile alla terapia.
Pazienti che presentano acetilazione rapida saranno maggiormente predisposti all’accumulo del metabolita attivo con eventuale riscontro di tossicità.
Studi clinici evidenziano che Cina e Giappone hanno per l’80/90% nativi con attività acetilatoria rapida; Caucasici, Africani ed Indiani, invece, mostrano 
nel 50% dei casi un metabolismo più rallentato.
Pazienti con patologia epatica avranno un metabolismo inadeguato con conseguente e possibile accumulo di procainamide attiva e tossicità ad essa associata.

### Eliminazione
L’assunzione via endovenosa prevede che la procainamide sia escreta nel 50/70% in forma immodificata attraverso le urine.
La restante quantità percentuale in forma metabolizzata può seguire eliminazione renale e biliare.
I metaboliti hanno un maggior tempo di permanenza nell’organismo rispetto alla procainamide con tendenza ad accumularsi anch’essi a livello di tessuti 
ed organi.
La tossicità in termini di accumulo di metaboliti, ma anche di farmaco stesso, può essere aggravata in caso di insufficienza renale perché il rene risulta incapace nella sua attività di eliminazione.
Generalmente il tempo per la completa depurazione della Procainamide dall’organismo rientra nell’intervallo tra le 3 – 5 ore mentre i suoi metaboliti tra le 
4–7 ore; ciò significa che sono necessarie più somministrazioni al giorno al fine di mantenere l’effetto terapeutico antiaritmico desiderato.

## Indicazioni
La procainamide viene utilizzata come terapia contro le aritmie ventricolari, specialmente dopo infarto miocardico e tachicardie atriali.
Sono preferite le terapie a breve termine a causa della tossicità ad essa associata tra cui gli effetti collegabili al lupus. 
Pertanto, viene suggerito come un farmaco di seconda o terza scelta.
Viene inoltre utilizzato nel controllo della frequenza cardiaca nei pazienti con fibrillazione atriale e sindrome di Wolf-Parkinson-White, ai quali non possono essere somministrati farmaci come b-bloccanti e digitalici.

## Controindicazioni
L'utilizzo è controindicato in soggetti con scompenso cardiaco, ipotensione e lupus eritematoso sistemico. Da evitare in caso di allattamento materno.
La procainamide può essere controindicata in caso di blocco cardiaco completo, lupus, alcune anomalie del ritmo cardiaco e in caso di assunzione di astemizolo, cisapride, dofetilide, fenotiazine, inibitori della fosfodiesterasi di tipo 5, terfenadina o ziprasidone. L'assunzione di alcolici può ridurre l'efficacia del farmaco.
Prima di assumere procainamide è importante informare il medico:
- di eventuali allergie al principio attivo, ai suoi eccipienti, a qualsiasi altro farmaco (in particolare ad anestetici locali come la procaina), ad alimenti o ad altre sostanze (in particolare ai solfiti);
- dei medicinali, dei fitoterapici e degli integratori assunti, in particolare antiaritmici, anticolinergici, arsenico, astemizolo, cisapride, dofetilide, droperidolo, antagonisti dei recettori H2, ketolidi, macrolidi, fenotiazine, Inibitori della fosfodiesterasi di tipo 5, pimozide, chinoloni, A
- antagonisti del recettore della serotonina, trimetoprim, ziprasidone e bloccanti neuromuscolari;
- sei si soffre (o si ha sofferto) di problemi epatici o renali, scompenso cardiaco congestizio, blocco cardiaco, prolungamento dell'intervallo QT o altri problemi cardiaci, problemi al midollo osseo o al sangue, miastenia gravis o reazioni tossiche alla digossina;

La procainamide può compromettere le capacità di guidare e di manovrare macchinari pericolosi.

### Gravidanza ed allattamento
Per quanto riguarda la gravidanza sono disponibili dati clinici relativi a gestazioni esposte. Gli studi su animali non indicano effetti dannosi diretti o indiretti sulla gravidanza, sullo sviluppo embrionale/fetale, sul parto e sullo sviluppo post-natale.
La procainamide, però, può attraversare la placenta è i suoi metaboliti possono riversarsi nel latte materno quindi una piccola quota del farmaco può raggiungere il neonato. 
Pertanto è necessario prestare cautela quando si usa il medicinale durante la gravidanza e l'allattamento.

## Interazioni
La Procainamide è un farmaco che può interagire con i seguenti prodotti medicinali:
- ACE inibitori: si verifica un aumento del rischio di tossicità con il captopril soprattutto per i pazienti con insufficienza renale.
- Farmaci anti ulcera peptica: si verifica un aumento della concentrazione plasmatica di Procainamide con la cimetidina.
- Antiaritmici : si verifica un aumento della depressione miocardica con qualsiasi farmaco di questa categoria.

Emerge il rischio di aritmie ventricolari quindi è preferito evitare l'uso concomitante con amiodarone.
- Antibatterici: si verifica un aumento del rischio di aritmie ventricolari con moxifloxacina e aumento della concentrazione plasmatica con trimetoprim.
- Antidepressivi: si verifica un aumento del rischio di aritmie ventricolari con i triciclici.
- Antipsicotici: si verifica un aumento del rischio di aritmie ventricolari soprattutto in co-somministrazione con gli antipsicotici che aumentano l'intervallo QT. I farmaci in particolare sono: Amisulpride, pimozide, sertindolo, tioridazina o fenitoina.
- Antistaminici: si verifica un aumento del rischio di aritmie ventricolari in co-somministrazione con: mizolastina, terfenadina.
- Beta-bloccanti: si verifica un aumento del rischio di aritmie ventricolari in particolare con sotalolo.
- Dolasetron: si verifica un aumento del rischio di aritmie ventricolari.
- Miorilassanti: si verifica un aumento dell'effetto miorilassante.
- Parasimpaticomimetici: si verifica un antagonismo dell'effetto di neostigmina e piridostigmina.
- Tropisetron: si verifica un aumento del rischio di aritmie ventricolari.

La procainamide può interagire con l'alcol, perché quest'ultimo va ad incrementare l'eliminazione della procainamide, riducendo l'emivita del farmaco e aumentando la sua velocità di acetilazione con conseguente aumento della produzione del principale metabolita N-acetilprocainamide (NAPA).

## Tossicità
Gli effetti cardiotossici della Procainamide comprendono: eccessivo prolungamento del potenziale di azione, prolungamento dell'intervallo QT e induzione di torsioni di punta e sincope. Possono essere indotte nuove aritmie.

## Effetti indesiderati
Fra gli effetti collaterali più frequenti si riscontrano rash, febbre, agranulocitosi dopo trattamento prolungato, angioedema, nausea, diarrea, depressione miocardica, scompenso cardiaco. Sono stati riportati come effetti avversi anche psicosi ed angiodema.
Un effetto collaterale preoccupante associato alle terapie a lungo termine è una sindrome molto simile al lupus eritematoso, generalmente caratterizzata da artralgie e artrite. In alcuni pazienti si riscontrano anche pleuriti e/o pericarditi.
Raramente la Procainamide induce lupus renale. In seguito a terapie prolungate si riscontrano, in quasi tutti i pazienti, anomalie sierologiche; circa un terzo dei pazienti sottoposti a terapie a lungo termine a base di procainamide presentano sintomi riferibili al lupus. Durante la terapia è necessario effettuare i normali screening per la presenza di anticorpi antinucleari relativi al lupus erimatoso sistemico. Il lupus erimatoso sistemico si risolve con la sospensione del trattamento e con l'impiego di corticosteroidi.
La procainamide può ridurre il numero di piastrine nel sangue e la capacità dell'organismo di combattere le infezioni. Inoltre può interferire con i risultati di alcune analisi di laboratorio.
Fra gli altri suoi possibili effetti avversi sono inclusi dolore, gonfiore e arrossamenti al sito di iniezione. È importante contattare subito un medico in caso di: rash (anche sul volto, dalla forma simile a una farfalla), orticaria, difficoltà respiratorie, senso di oppressione o dolore al petto, gonfiore di bocca, volto, labbra o lingua, urine scure, depressione, diarrea, capogiri o sensazione di avere la testa leggera, svenimenti, battito cardiaco accelerato, rallentato o irregolare, febbre, brividi o mal di gola, allucinazioni, perdita dell'appetito, cambiamenti d'umore o del comportamento, piaghe in bocca o irritazione del cavo orale, dolori o debolezza muscolari, nausea feci pallide, convulsioni, mal di stomaco, stanchezza forte o persistente, fiato corto, articolazioni gonfie o sensibili al tatto, lividi o emorragie, stanchezza o debolezza insolite, vomito e respiro sibilante, ittero.